# نيشان الشجاعة

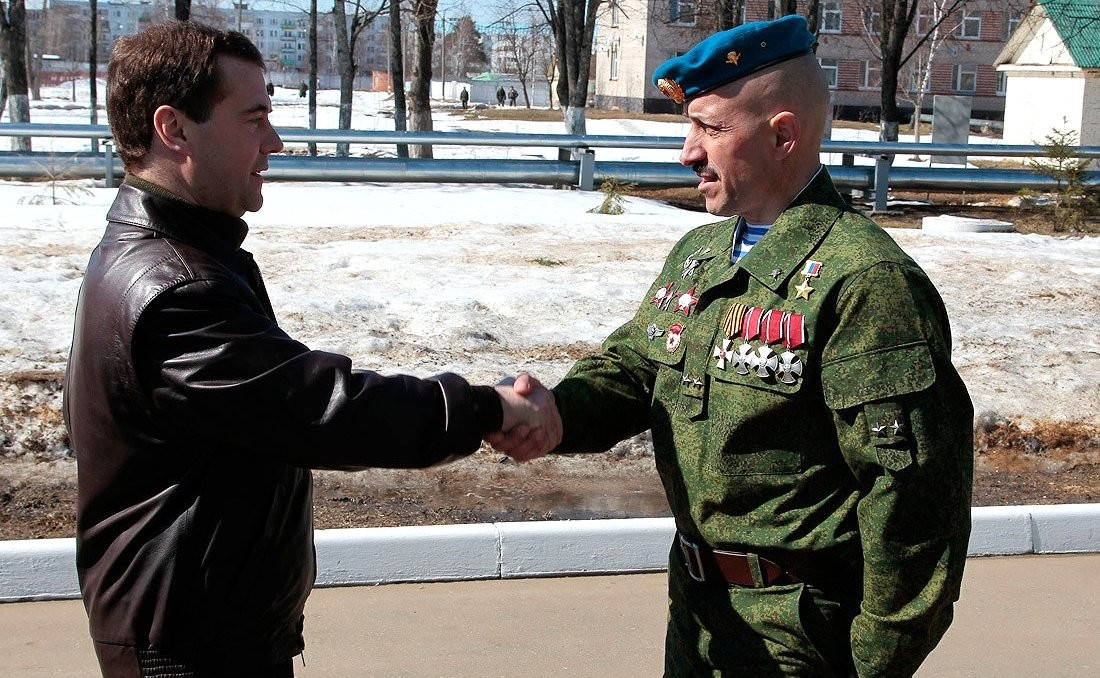
المقدم. ليبيد ، بطل روسيا ، فارس وسام القديس جورج من الدرجة الرابعة و 3 مرات على وسام الشجاعة، تحية للرئيس الروسي ميدفيديف في 4 أبريل 2011. (الصورة www.kremlin.ru)

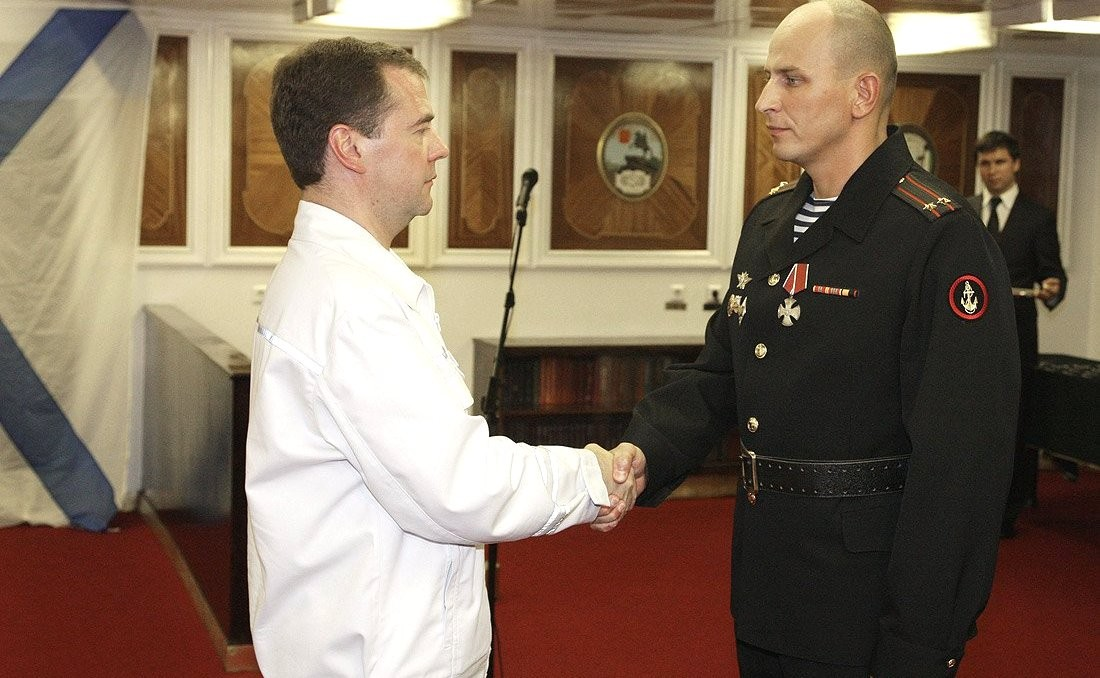
منح الرئيس الروسي ديمتري ميدفيديف وسام الشجاعة إلى المقدم أوليغ كستانوف في سلاح المشاة البحري في 4 يوليو 2010 لتصرفاته أثناء استعادة الناقلة الروسية MV Moscow University من القراصنة الصوماليين. (الصورة www.kremlin.ru)

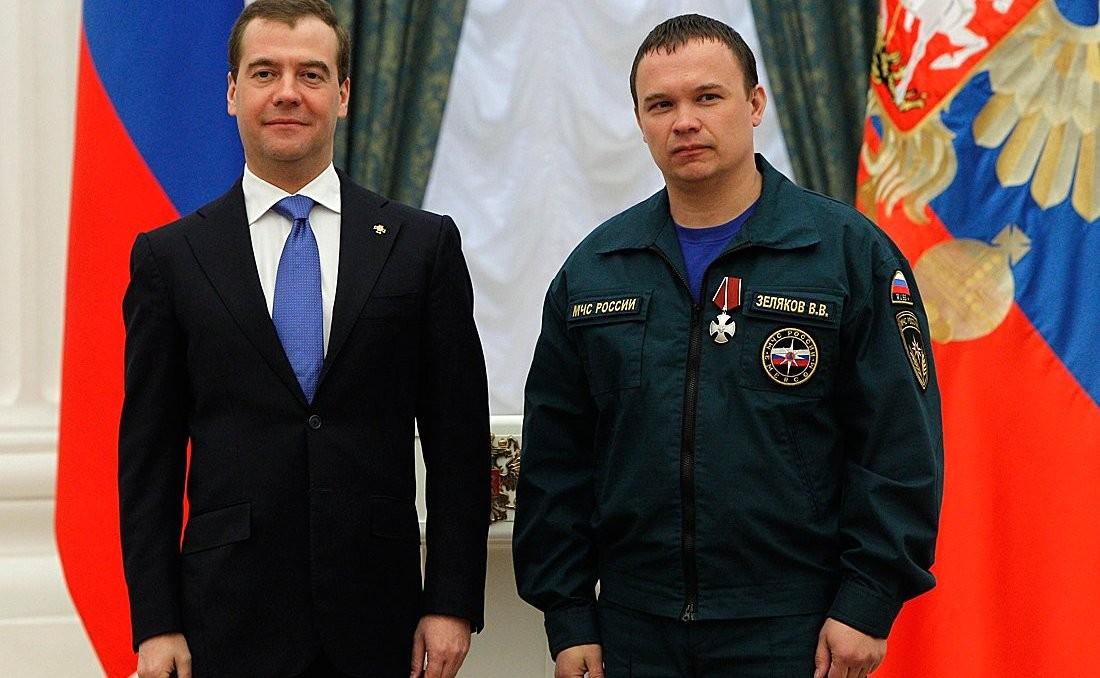
الرئيس الروسي دميتري ميدفيديف يمنح وسام الشجاعة لقائد مفرزة الإنقاذ من الألغام EMERCOM فاليري زيلياكوف في 3 مايو 2012. (الصورة www.kremlin.ru)

نيشان الشجاعة ((بالروسية: Орден Мужества)‏ ، Orden Muzhestva) هو وسام دولة من الاتحاد الروسي تم إنشاؤه لأول مرة في 2 مارس 1994 بموجب المرسوم الرئاسي 442  للاعتراف بأعمال نكران الذات من الشجاعة والبسالة.
تم تعديل قانونها الأساسي ثلاث مرات، أولاً في 6 يناير 1999 بموجب المرسوم الرئاسي رقم 19،  مرة أخرى في 7 سبتمبر 2010 بموجب المرسوم الرئاسي 1099،  وأخيراً في 16 ديسمبر 2011 بموجب المرسوم الرئاسي رقم 1631. حل وسام الشجاعة اسميًا محل النظام السوفيتي «للشجاعة الشخصية» في نظام الجوائز الروسي بعد الاتحاد السوفياتي.

## نظام الجائزة
يُمنح وسام الشجاعة لمواطني الاتحاد الروسي الذين أظهروا التفاني والشجاعة والشجاعة في حماية النظام العام ومحاربة الجريمة وإنقاذ الناس أثناء الكوارث الطبيعية والحرائق والحوادث وحالات الطوارئ الأخرى، فضلاً عن الإجراءات الجريئة والحاسمة المرتكبة أثناء أداء الواجبات العسكرية أو المدنية في ظل ظروف تنطوي على خطر على الحياة. 
قد يتم منح وسام الشجاعة بعد وفاته ويمكن منحه عدة مرات لنفس المستلم. 
قد يُمنح الأفراد الذين حصلوا بالفعل على ثلاث أوامر شجاعة لقب بطل الاتحاد الروسي لرابع عمل غير أناني من الشجاعة. 
يمكن أيضًا منحها للمواطنين الأجانب الذين أظهروا التفاني والشجاعة والشجاعة في إنقاذ المواطنين الروس أثناء الكوارث الطبيعية والحرائق والحوادث وحالات الطوارئ الأخرى خارج الاتحاد الروسي. 
يُلبس وسام الشجاعة على الجانب الأيسر من الصندوق وعندما يكون بحضور ميداليات وأوامر الاتحاد الروسي الأخرى، يقع مباشرة بعد وسام ناخيموف. 

## وصف الجائزة
وسام الشجاعة هو مقبب 40 باتيه فضي بعرض مم مع نهايات مدورة. الحافة الخارجية للوجه والعكس منقوشة. يوجد في وسط الوجه شعار الدولة للاتحاد الروسي. على الوجه، تمتد الأشعة المنقوشة للخارج من المركز إلى الحافة الخارجية في كل من أذرع الصليب الأربعة. في وسط الظهر، نقش بارز باللغة السيريلية الروسية المنمقة «МУЖЕСТВО» ("COURAGE"). على ظهر الذراع المتقاطع السفلي، يوجد حرف "N" بارز وخط أفقي محجوز للرقم التسلسلي للجائزة، أسفل الخط، علامة الصانع. 
تتدلى شارة وسام الشجاعة من قاعدة خماسية روسية قياسية مع حلقة عبر حلقة التعليق الخاصة بها. الحامل مغطى بـ 24 متداخلة شريط مموج من الحرير الأحمر بعرض 2 ملم مم خطوط حافة بيضاء. 

## المستلمون (قائمة جزئية)
الأفراد الواردة أسماؤهم أدناه حصلوا على وسام الشجاعة: 
- الكسندر بوزينيتش
- قسطنطين موراختين
- المقدم أناتولي فياتشيسلافوفيتش ليبيد (ثلاث مرات)
- تاتيانا سابونوفا
- اللفتنانت كولونيل في الميليشيا فياتشيسلاف نيكولايفيتش ميرونوف
- اللفتنانت جنرال والسياسي Alu Dadashevich Alkhanov
- العقيد مارينا لافرينتيفنا بوبوفيتش
- رئيس الشيشان رمضان أحمدوفيتش قديروف
- الداخلية والعدل ورئيس وزراء روسيا السابق سيرجي فاديموفيتش ستيباشين
- عقيد ورئيس جمهورية إنغوشيا يونس بك باماتغيرييفيتش يفكوروف
- الكابتن سيرجي فلاديميروفيتش بيريتس
- الأسطول الأدميرال فلاديمير نيكولايفيتش تشيرنافين
- اللفتنانت جنرال فلاديمير أناتوليفيتش شامانوف
- وزير العدل السابق فلاديمير فاسيليفيتش أوستينوف (مرتين)
- الفريق ، الرئيس السابق لجمهورية إنغوشيا مراد ماغوميتوفيتش زيازيكوف
- يوسف دافيدوفيتش كوبزون
- الجندي يفغيني ألكساندروفيتش روديونوف (بعد وفاته)
- البروفيسور مقصود صادقوف (بعد وفاته)
- العقيد الجنرال وزير الداخلية السابق لروسيا فلاديمير بوريسوفيتش روشايلو
- جنرال الجيش أناتولي فاسيلييفيتش كفاشينين
- الجنرال في الجيش نيكولاي بلاتونوفيتش باتروشيف
- أميرال الأسطول إيفان ماتفييفيتش كابيتانيتس
- عالم ، فيزيائي ، يفجيني بافلوفيتش فيليكوف
- اللواء فيكتور نيكولايفيتش بونداريف
- المستكشف أناتولي ميخائيلوفيتش ساجاليفيتش
- اللواء أوليج ألكساندروفيتش كوزلوف
- جنرال الجيش فالنتين فلاديميروفيتش كورابيلنيكوف
- العقيد الجنرال نيكولاي نيكولايفيتش بورديوزا
- العقيد أركادي فيكتوتوفيتش باخين
- قائد الميليشيا فيكتور ميخائيلوفيتش أداميشين (بعد وفاته)
- فرانسيسكو أنطونيو دي كارفالهو فينتورا (إسترينجيرو)
- الكسندر ايفانوفيتش بيدريتسكي
- العميد ورائد الفضاء الفرنسي ليوبولد إيهارتس
- أوليغ كوكتا
- غريغوري ميهايلوفيتش ناجينسكي
- رائد فضاء ناسا نيك هيغ
- فيتالي تشوركين (بعد وفاته) [8]
- الكسندر بيشيرسكي (بعد وفاته)